# Objat
Objat (Ajac en occitan) est une commune française située dans le département de la Corrèze en région Nouvelle-Aquitaine.
Les habitants sont des Objatois et des Objatoises.

## Géographie

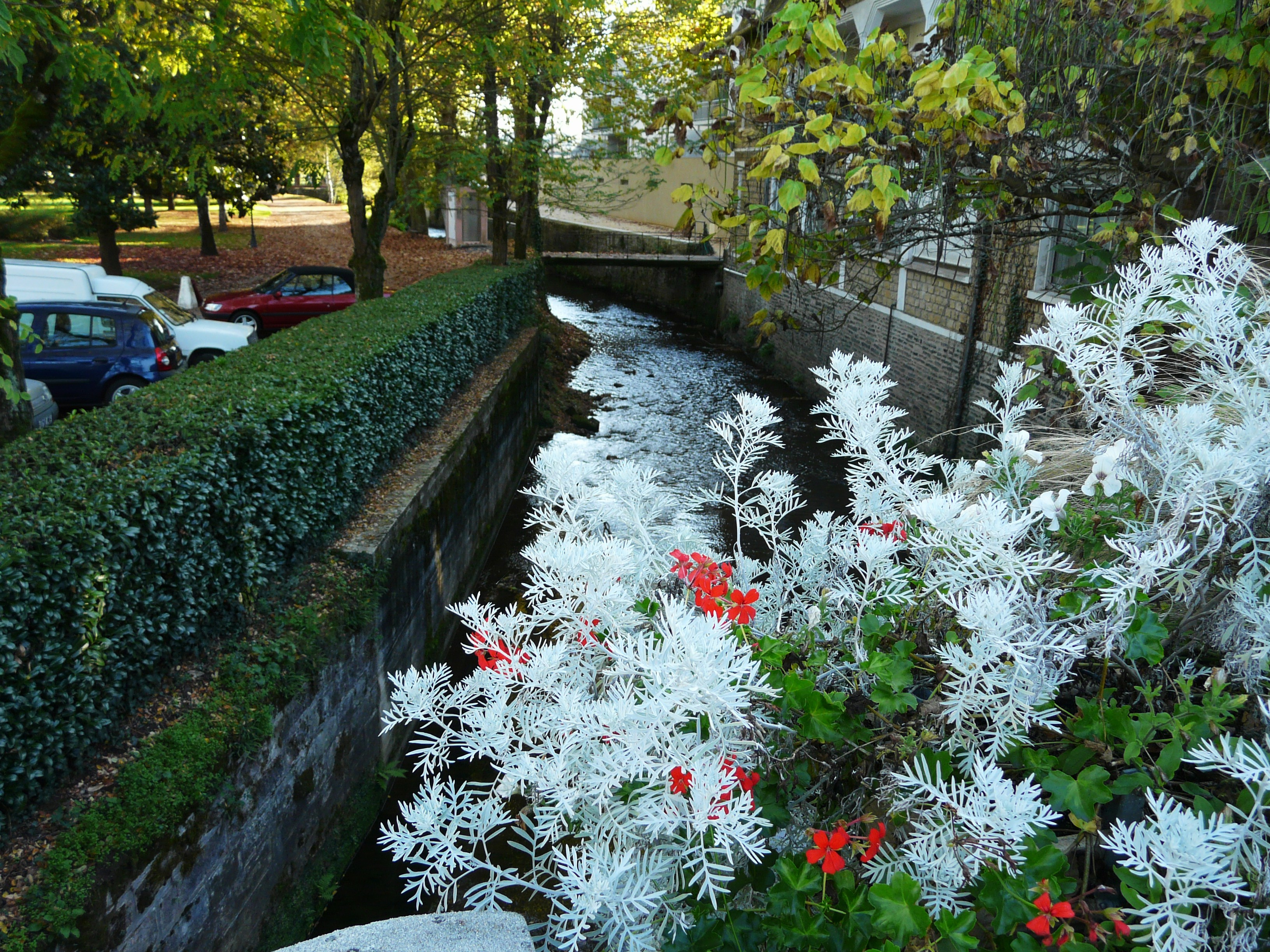
La Loyre au centre-ville d'Objat.

### Localisation
Quinze kilomètres au nord-ouest de Brive-la-Gaillarde, la commune d'Objat est implantée dans la vallée de la Loyre qui traverse le centre-ville. La commune est limitée au sud-ouest par la Loyre et le Roseix, et à l'ouest par le ruisseau du Mayne.
Les communes limitrophes sont  Allassac, Saint-Aulaire, Saint-Cyr-la-Roche, Saint-Solve, Vars-sur-Roseix et Voutezac.
| Saint-Cyr-la-Roche | Saint-Solve | Voutezac |
| Vars-sur-Roseix    | Objat       |          |
| Saint-Aulaire      |             | Allassac |

### Climat
Pour des articles plus généraux, voir Climat de la Nouvelle-Aquitaine et Climat de la Corrèze.
Historiquement, la commune est exposée à un climat océanique aquitain.  
En 2020, Météo-France publie une typologie des climats de la France métropolitaine dans laquelle la commune est exposée à un climat océanique altéré et est dans la région climatique  Ouest et nord-ouest du Massif Central, caractérisée par une pluviométrie annuelle de 900 à 1 500 mm, maximale en automne et en hiver.
Pour la période 1971-2000, la température annuelle moyenne est de 12,7 °C, avec  une amplitude thermique annuelle de 15,7 °C. Le cumul annuel moyen de précipitations est de 1 016 mm, avec 12,6 jours de précipitations en janvier et 7,4 jours en juillet. Pour la période 1991-2020, la température moyenne annuelle observée sur la station météorologique la plus proche, située sur la commune de Voutezac à 4 km à vol d'oiseau, est de 12,2 °C et le cumul annuel moyen de précipitations est de 1 014,2 mm,. Pour l'avenir, les paramètres climatiques de la commune estimés pour 2050 selon différents scénarios d’émission de gaz à effet de serre sont consultables sur un site dédié publié par Météo-France en novembre 2022.

## Urbanisme

### Typologie
Au 1er janvier 2024, Objat est catégorisée bourg rural, selon la nouvelle grille communale de densité à 7 niveaux définie par l'Insee en 2022.
Elle appartient à l'unité urbaine d'Objat, une agglomération intra-départementale dont elle est ville-centre,. Par ailleurs la commune fait partie de l'aire d'attraction de Brive-la-Gaillarde, dont elle est une commune de la couronne,. Cette aire, qui regroupe 80 communes, est catégorisée dans les aires de 50 000 à moins de 200 000 habitants,.

### Occupation des sols
L'occupation des sols de la commune, telle qu'elle ressort de la base de données européenne d’occupation biophysique des sols Corine Land Cover (CLC), est marquée par l'importance des territoires agricoles (62,5 % en 2018), en diminution par rapport à 1990 (76,4 %). La répartition détaillée en 2018 est la suivante : 
zones agricoles hétérogènes (39,4 %), zones urbanisées (31,3 %), prairies (22,5 %), zones industrielles ou commerciales et réseaux de communication (4,2 %), forêts (2,1 %), terres arables (0,6 %).
L'évolution de l’occupation des sols de la commune et de ses infrastructures peut être observée sur les différentes représentations cartographiques du territoire : la carte de Cassini (XVIIIe siècle), la carte d'état-major (1820-1866) et les cartes ou photos aériennes de l'IGN pour la période actuelle (1950 à aujourd'hui).

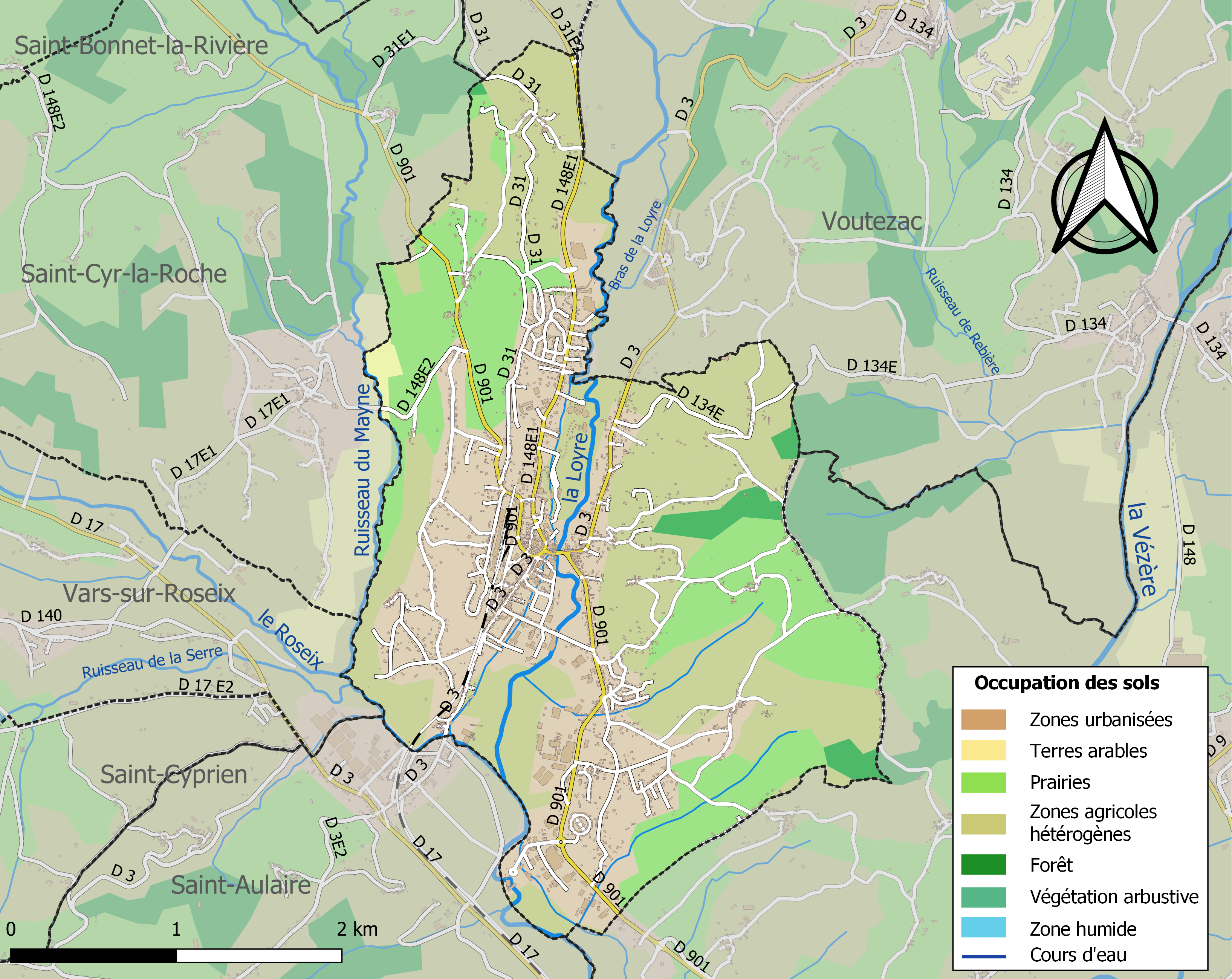
Carte des infrastructures et de l'occupation des sols de la commune en 2018 (CLC).

### Voies de communication et transports
- Réseau Réseau interurbain de la Corrèze

### Risques majeurs
Le territoire de la commune d'Objat est vulnérable à différents aléas naturels : météorologiques (tempête, orage, neige, grand froid, canicule ou sécheresse), inondations, feux de forêts, mouvements de terrains et séisme (sismicité très faible). Il est également exposé à un risque technologique,  le transport de matières dangereuses, et à un risque particulier : le risque de radon. Un site publié par le BRGM permet d'évaluer simplement et rapidement les risques d'un bien localisé soit par son adresse soit par le numéro de sa parcelle.

#### Risques naturels
Certaines parties du territoire communal sont susceptibles d’être affectées par le risque d’inondation par débordement de cours d'eau, notamment la Loyre, le Roseix et le ruisseau du Mayne. La commune a été reconnue en état de catastrophe naturelle au titre des dommages causés par les inondations et coulées de boue survenues en 1982 et 1999,. Le risque inondation est pris en compte dans l'aménagement du territoire de la commune par le biais du plan de prévention des risques (PPR) inondation « Vézère », approuvé le 29 août 2002. 

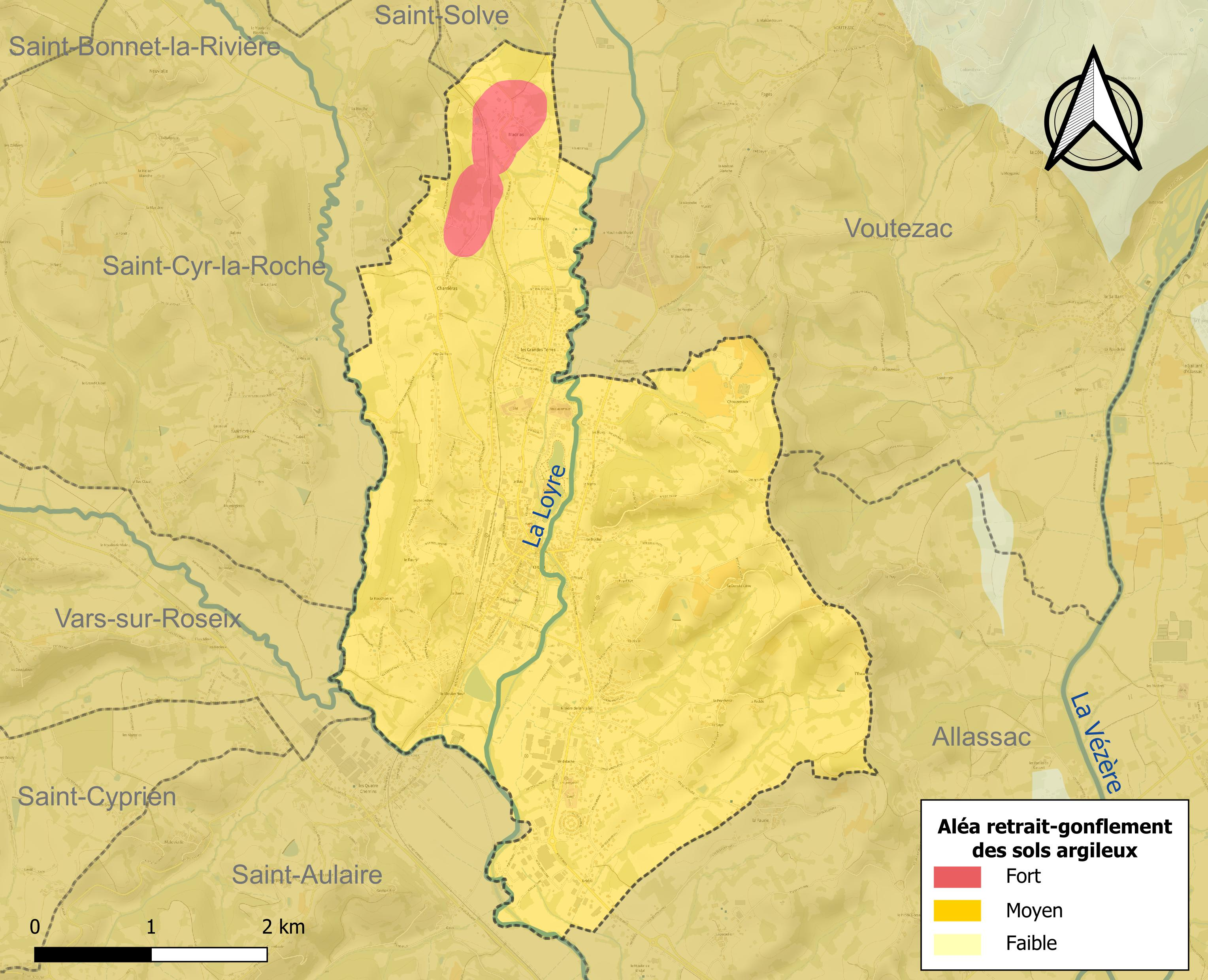
Carte des zones d'aléa retrait-gonflement des sols argileux d'Objat.

La commune est vulnérable au risque de mouvements de terrains constitué principalement du retrait-gonflement des sols argileux. Cet aléa est susceptible d'engendrer des dommages importants aux bâtiments en cas d’alternance de périodes de sécheresse et de pluie. La totalité de la commune est en aléa moyen ou fort (26,8 % au niveau départemental et 48,5 % au niveau national). Sur les 1 599 bâtiments dénombrés sur la commune en 2019,  1 598 sont en aléa moyen ou fort, soit 100 %, à comparer aux 36 % au niveau départemental et 54 % au niveau national. Une cartographie de l'exposition du territoire national au retrait gonflement des sols argileux est disponible sur le site du BRGM,.
Concernant les feux de forêt, aucun plan de prévention des risques incendie de forêt (PPRIF) n’a été établi en Corrèze, néanmoins le code de l’urbanisme impose la prise en compte des risques dans les documents d’urbanisme. Le périmètre des servitudes d'utilité publique et des zones d'obligation légale de débroussaillement pour les particuliers est quant à lui défini pour la commune dans une carte dédiée. 
Concernant les mouvements de terrains, la commune a été reconnue en état de catastrophe naturelle au titre des dommages causés par la sécheresse en 2011, 2018, 2019 et 2020 et par des mouvements de terrain en 1999.

#### Risques technologiques
Le risque de transport de matières dangereuses sur la commune est lié à sa traversée par une canalisation de transport d'hydrocarbures. Un accident se produisant sur une telle infrastructure est susceptible d’avoir des effets graves sur les biens, les personnes ou l'environnement, selon la nature du matériau transporté. Des dispositions d’urbanisme peuvent être préconisées en conséquence.

#### Risque particulier
Dans plusieurs parties du territoire national, le radon, accumulé dans certains logements ou autres locaux, peut constituer une source significative d’exposition de la population aux rayonnements ionisants. Certaines communes du département sont concernées par le risque radon à un niveau plus ou moins élevé. Selon la classification de 2018, la commune d'Objat est classée en zone 3, à savoir zone à potentiel radon significatif. 

## Politique et administration

### Jumelages
- Heilsbronn (Allemagne)

### Politique environnementale
Dans son palmarès 2024, le Conseil national de villes et villages fleuris de France a attribué deux fleurs à la commune.

## Population et société

### Démographie
L'évolution du nombre d'habitants est connue à travers les recensements de la population effectués dans la commune depuis 1793. Pour les communes de moins de 10 000 habitants, une enquête de recensement portant sur toute la population est réalisée tous les cinq ans, les populations de référence des années intermédiaires étant quant à elles estimées par interpolation ou extrapolation. Pour la commune, le premier recensement exhaustif entrant dans le cadre du nouveau dispositif a été réalisé en 2006.

En 2022, la commune comptait 3 737 habitants, en évolution de +2,33 % par rapport à 2016 (Corrèze : −0,59 %, France hors Mayotte : +2,11 %).
| 1793 | 1800 | 1806  | 1821  | 1831  | 1836  | 1841  | 1846  | 1851  |
| ---- | ---- | ----- | ----- | ----- | ----- | ----- | ----- | ----- |
| 876  | 942  | 1 101 | 1 292 | 1 333 | 1 327 | 1 347 | 1 463 | 1 534 |

| 1856  | 1861  | 1866  | 1872  | 1876  | 1881  | 1886  | 1891  | 1896  |
| ----- | ----- | ----- | ----- | ----- | ----- | ----- | ----- | ----- |
| 1 525 | 1 588 | 1 645 | 1 602 | 1 704 | 1 685 | 1 801 | 1 789 | 1 772 |

| 1901  | 1906  | 1911  | 1921  | 1926  | 1931  | 1936  | 1946  | 1954  |
| ----- | ----- | ----- | ----- | ----- | ----- | ----- | ----- | ----- |
| 1 678 | 1 735 | 1 780 | 1 756 | 1 881 | 1 877 | 1 907 | 2 089 | 2 116 |

| 1962  | 1968  | 1975  | 1982  | 1990  | 1999  | 2006  | 2011  | 2016  |
| ----- | ----- | ----- | ----- | ----- | ----- | ----- | ----- | ----- |
| 2 455 | 2 701 | 3 077 | 3 211 | 3 163 | 3 372 | 3 400 | 3 582 | 3 652 |

| 2021  | 2022  | - | - | - | - | - | - | - |
| ----- | ----- | - | - | - | - | - | - | - |
| 3 699 | 3 737 | - | - | - | - | - | - | - |

### Manifestations culturelles et festivités
- Objat Association organise de nombreux événements culturels tels que des concerts en plein air ou d'autres rassemblements autour d'un thème précis.
- Un marché dominical a lieu tous les dimanches matin où de nombreux producteurs locaux sont présents pour faire découvrir leurs produits

### Enseignement
- École maternelle Marie-Cournil
- École primaire Michel-Siriez
- Collège public Eugène-Freyssinet

Le collège est l'un des lieux ou les médias étaient présents en septembre 2011, puisque des classes de 6e n'étaient pas ouvertes à cause des grèves de la rentrée des classes.

### Sports et loisirs
L'US Objat, club de rugby qui représente la ville, joue au stade Léon-Féral. L'USO évolue actuellement[évasif] en division Honneur. Le club entretient une forte rivalité avec le CA Pompadour.
La ville d'Objat possède un club de handball : le Handball Club Objat Corrèze dont l'équipe sénior masculine évolue actuellement[évasif] en Nationale 3. Le club a été fondé en 1975 et compte aujourd'hui[évasif] près de 250 licenciés.

## Culture locale et patrimoine

### Lieux et monuments
- Église Saint-Barthélemy du XVe siècle avec son clocher refait au XIXe siècle.

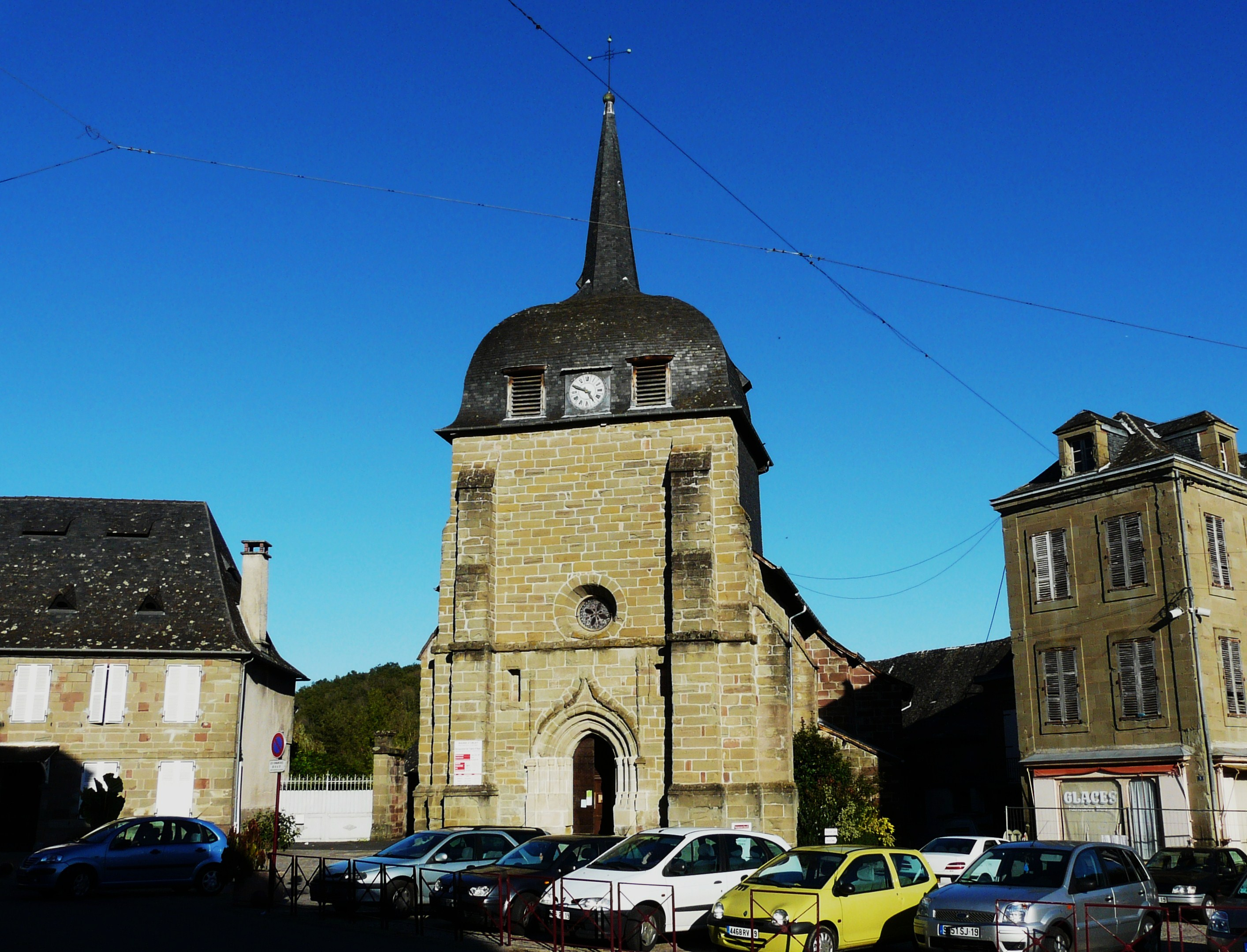
L'église d'Objat.
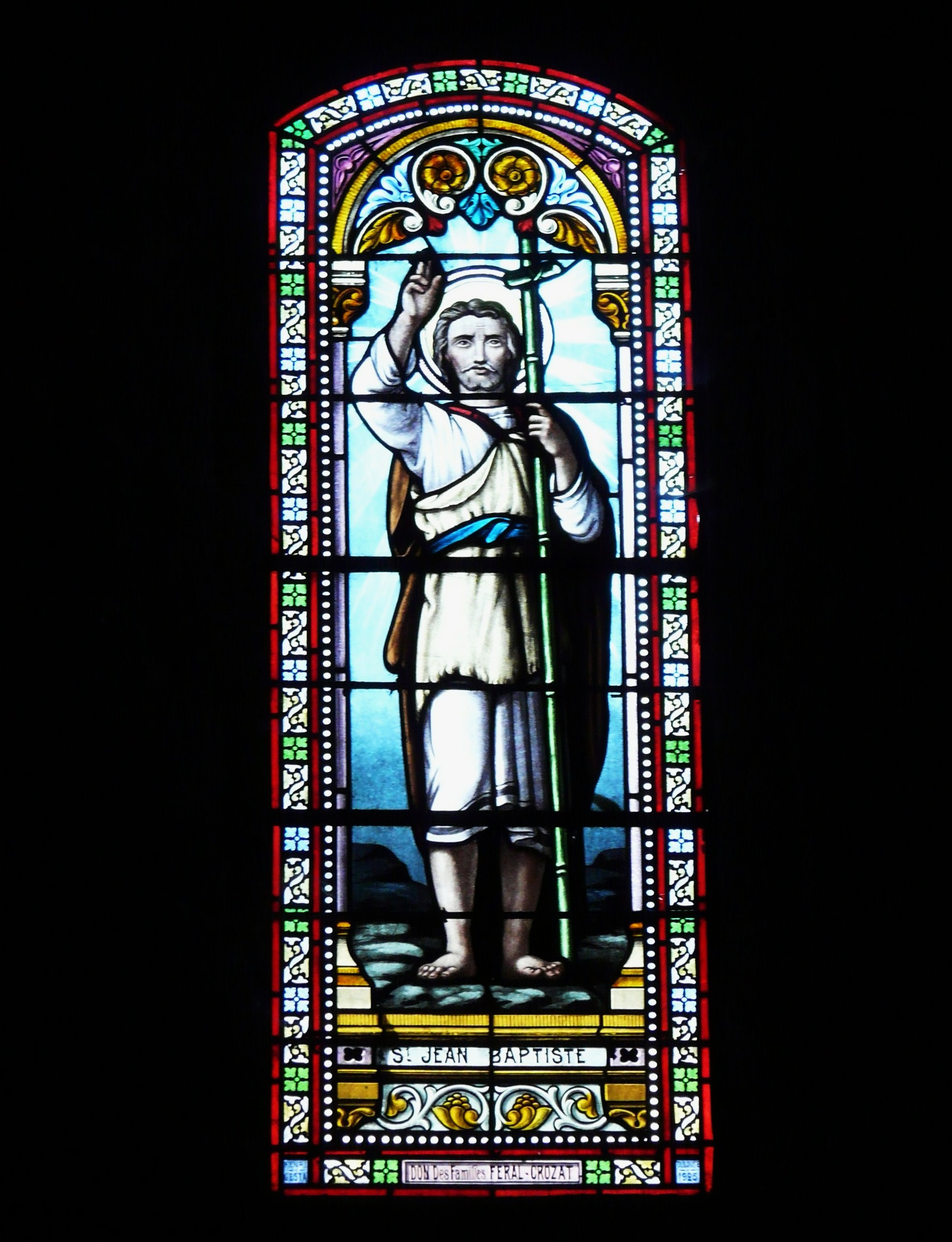
Le vitrail de Saint-Jean-Baptiste.
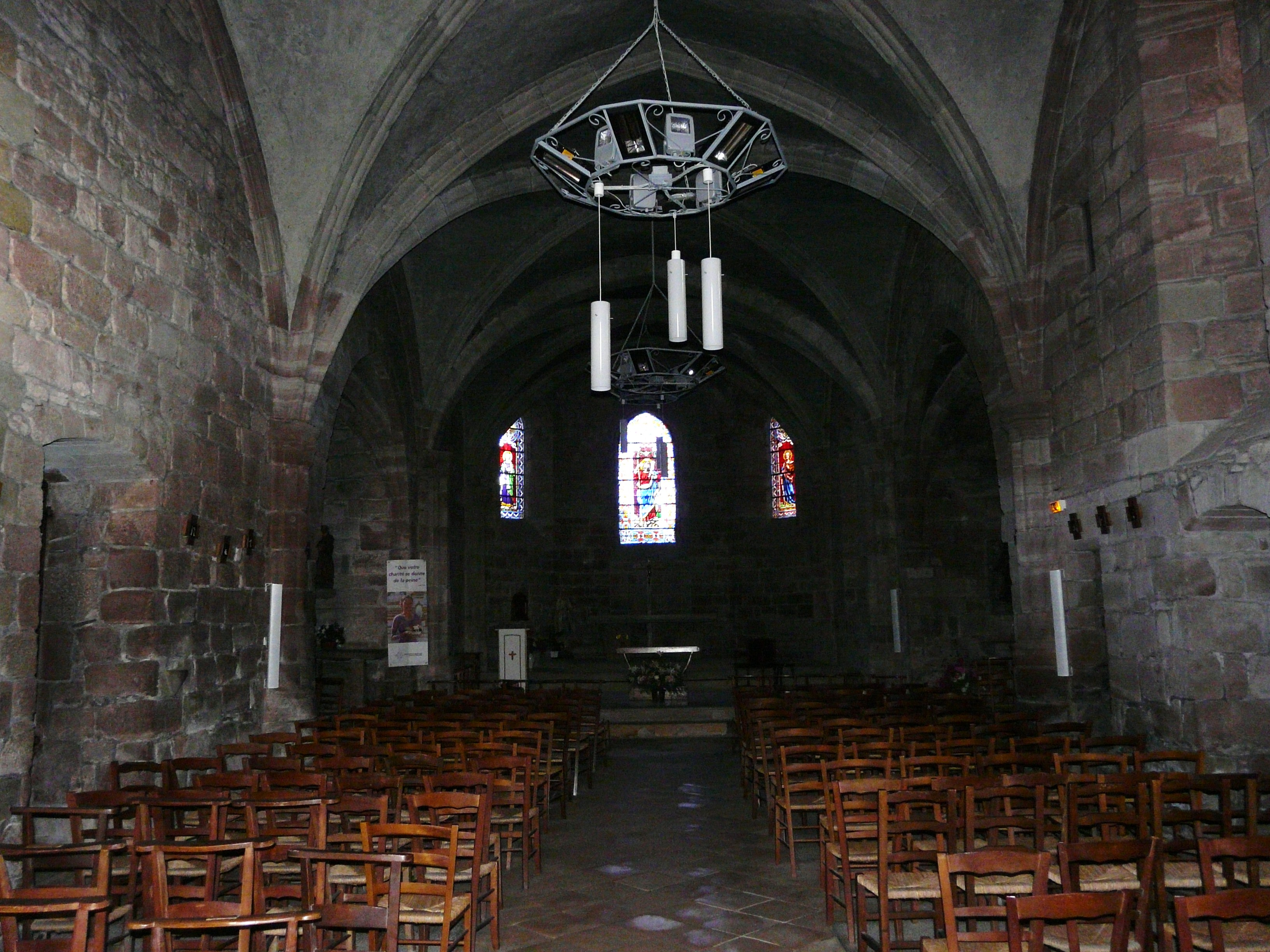
La nef.

### Personnalités liées à la commune
- Gérard Brutus, écrivain né à Objat en 1959.
- Eugène Freyssinet (1879-1962), ingénieur français inventeur du béton précontraint, est né à Objat.
- Max Mamers, pilote automobile deux fois champion de France de rallycross, organisateur du trophée Andros et du Paris-Corrèze.
- Pierre Bessot (1935-2021), est un ancien joueur de rugby à XV, né à Objat.
- Frédéric Desnoyer (1955-), est un ancien joueur de rugby à XV, né à Objat.
- Laurent Desnoyer a été joueur de rugby au CAB et international Français sélectionné pour un France/Roumanie.
- Gaston Berteloite (1962-) ancien international de rugby à XIII, propriétaire d'une cave à vin à Objat[28].
- Didier Sauvage (1960) ancien joueur de rugby à XV international de Ceyrat[réf. nécessaire]
- Franck Aymard ancien joueur de rugby à XV international Algérien au poste de talonneur

### Héraldique
| Blason de Objat | Blason  | D'argent à trois fasces de gueules, au franc-quartier d'argent au roc d'échiquier de gueules. |
| Blason de Objat | Détails | Le statut officiel du blason reste à déterminer.                                              |